# Smack My Bitch Up
Smack My Bitch Up ist die zwölfte Singleveröffentlichung der britischen Big-Beat-Gruppe The Prodigy. Der Song war die dritte und letzte Auskopplung aus ihrem Album The Fat of the Land. Der Song lief in Finnland am besten und bescherte der Band nach Firestarter und Breathe ihren dritten finnischen Nummer-eins-Hit in Folge. Die Single wurde erst spät im August 2019 mit Gold für ihre Verkaufszahlen im Vereinigten Königreich ausgezeichnet. Im März 2024 folgte dann noch die Platin-Auszeichnung im Vereinigten Königreich.
Vor Veröffentlichung der Single wurden Liam Howlett drei Remixe des Titelsongs vorgelegt, einer von Jonny L, einer von DJ Hype und einer von Slacker. Howlett entschied sich für den DJ Hype Remix, der dann auf die Single aufgenommen wurde. Der Jonny L Remix erschien im Januar 2018 auf einer Gratis-CD des Muzik-Magazins, während der Slacker-Remix nie offiziell veröffentlicht wurde.
Im Jahr 2005 erschien ein Sub Focus Remix von Smack My Bitch Up auf einigen Edition der Voodoo People / Out of Space Single. Zwei weitere Remixe namens Noisia Remix und Major Lazer Remix wurden im Jahr 2012 auf der The Added Fat EP veröffentlicht. Diese EP ist auch als Bonus-CD auf der Expanded Edition vom Studioalbum The Fat of the Land enthalten. 

## Song
Der Track basiert auf einem Breakbeat und enthält diverse Synthesizer-Loops sowie verschiedene Vocal-Samples, darunter die von Ultramagnetic MCs gesampleten Zeilen „Change my pitch up, smack my bitch up“ (gerappt von Kool Keith) und eine an Arabesque-Musik erinnernde weibliche Stimme. Die weiblichen Vocals wurden von Shahin Badar gesungen, deren Gesang und Harmonien auf dem Song „Nana (The Dreaming)“ von Sheila Chandra basieren. Ursprünglich verwendete Liam Howlett ein direktes Sample von Chandras Song, ließ den Gesang aber später nach Problemen mit der Sample-Freigabe neu einsingen.
Weitere Elemente stammen aus folgenden Songs:
- Kool & the Gang: Funky Man
- Randy Weston: In Memory Of
- Coldcut: More Beats + Pieces
- Rage Against the Machine: Bulls on Parade
- Ultramagnetic MCs: Give the Drummer some
- Mixmaster Gee & The Turntable Orchestra: Like This

## Titelliste
Die Titellisten der von unterschiedlichen Labels veröffentlichten Single-Auskopplungen von Smack My Bitch Up unterscheiden sich prinzipiell einzig zwischen der 12"-Vinyl und der CD-Fassung.
| Nr.          | Titel                             |                       | Länge |
| ------------ | --------------------------------- | --------------------- | ----- |
| 1.           | Smack My Bitch Up (LP Version)    |                       | 05:42 |
| 2.           | No Man Army                       | featuring Tom Morello | 04:44 |
| 3.           | Mindfields (Headrock Dub)         |                       | 04:34 |
| 4.           | Smack My Bitch Up (DJ Hype Remix) |                       | 07:17 |
| Gesamtlänge: | Gesamtlänge:                      | Gesamtlänge:          | 22:17 |

| Nr.          | Titel                             |                       | Länge |
| ------------ | --------------------------------- | --------------------- | ----- |
| 1.           | Smack My Bitch Up (Edit)          |                       | 04:45 |
| 2.           | No Man Army                       | featuring Tom Morello | 04:44 |
| 3.           | Mindfields (Headrock Dub)         |                       | 04:34 |
| 4.           | Smack My Bitch Up (DJ Hype Remix) |                       | 07:17 |
| Gesamtlänge: | Gesamtlänge:                      | Gesamtlänge:          | 21:20 |

- Track 2 No Man Army geschrieben von Liam Howlett und Tom Morello.

## Musikvideo
Der Clip zeigt in Verwendung einer subjektiven Kameraperspektive einen exzessiven Nachttrip einer zunächst unerkannt bleibenden Person.
Zu Beginn befindet sich diese im Badezimmer und zieht sich danach an, während sie bereits alkoholische Getränke sowie Kokain zu sich nimmt. Die Person begibt sich in der Folge ins Londoner Nachtleben, wo sie durch übergriffiges und aggressives Verhalten gegenüber Frauen wie Männern (neben anderen Gästen auch Thekenpersonal und ein DJ) auffällig wird. Zwischenzeitlich übergibt sie sich mehrfach und spritzt Heroin (in der offiziellen Fernsehfassung herausgeschnitten); ihre Wahrnehmung ist mit fortschreitender Wirkung der eingenommenen Drogen zunehmend beeinträchtigt (dargestellt durch den Einsatz visueller Verzerrungen). Später begibt sich die Person in einen Stripclub, in welchem sie sich einer der dort engagierten Tänzerinnen annähert und diese mit in ein soeben gestohlenes Auto nimmt. Sie fahren zurück in ihr Appartement, in dem sie Sex haben. Die Tänzerin hat ein Ameisen-Tattoo, das mit dem Bandlogo identisch ist.
Zum Schluss des Videos zeigt die subjektive Kamera einen Blick in einen Spiegel, wodurch die Person selbst für den Zuschauer zum ersten Mal zu sehen ist. Überraschenderweise handelt es sich bei der zunächst als männlich wahrgenommenen Person um eine Frau.
Das Farbvideo wurde im Seitenverhältnis 4:3 aufgezeichnet und hat eine Länge von 4:38 min. Das Video gewann bei den MTV Video Music Awards 1998 die Kategorien „Best Dance Video“ und „Breakthrough Video“ und war für zwei weitere „Best Editing in a Video“ und „Best Direction in a Video“ nominiert.

## Kontroversen
Regie führte der schwedische Musikvideoregisseur Jonas Åkerlund, der auch eine Vielzahl anderer Musikvideos drehte. Schon während der Produktion sorgte das Video wegen der Gewaltszenen für Kontroversen. Die Band sprang sogar während des Drehs von der Produktion ab, so dass Åkerlund es „für sich“ weiterdrehte, um eine Produktion für eine internationale Band in seinem Portfolio zu haben. Als es fertiggestellt war, bekannte sich The Prodigy doch zu dem Video und es kam in Rotation im Musikfernsehen. Heute gilt es als eines der besten Musikvideos und Meilenstein des Genres. Liam Howlett sagte gegenüber der britischen Musik- und Unterhaltungszeitschrift Q zur Intention des Videos:

‘There's a realness to that video. Most people have had nights out like that, off their head on coke and drink… It's not to everyone's taste, but not everything we do is. No radio station was gonna play the song, so we thought we'd make a video that no one would play either.’

„Es gibt eine Echtheit in diesem Video. Die meisten Leute hatten solche Nächte, von Kopf bis Fuß auf Kokain und Alkohol… Es ist nicht jedermanns Geschmack, aber nicht alles, was wir tun, ist es. Kein Radiosender wollte den Song spielen, also überlegten wir ein Video zu machen, das auch niemand abspielen würde.“